# Vincent Andreas

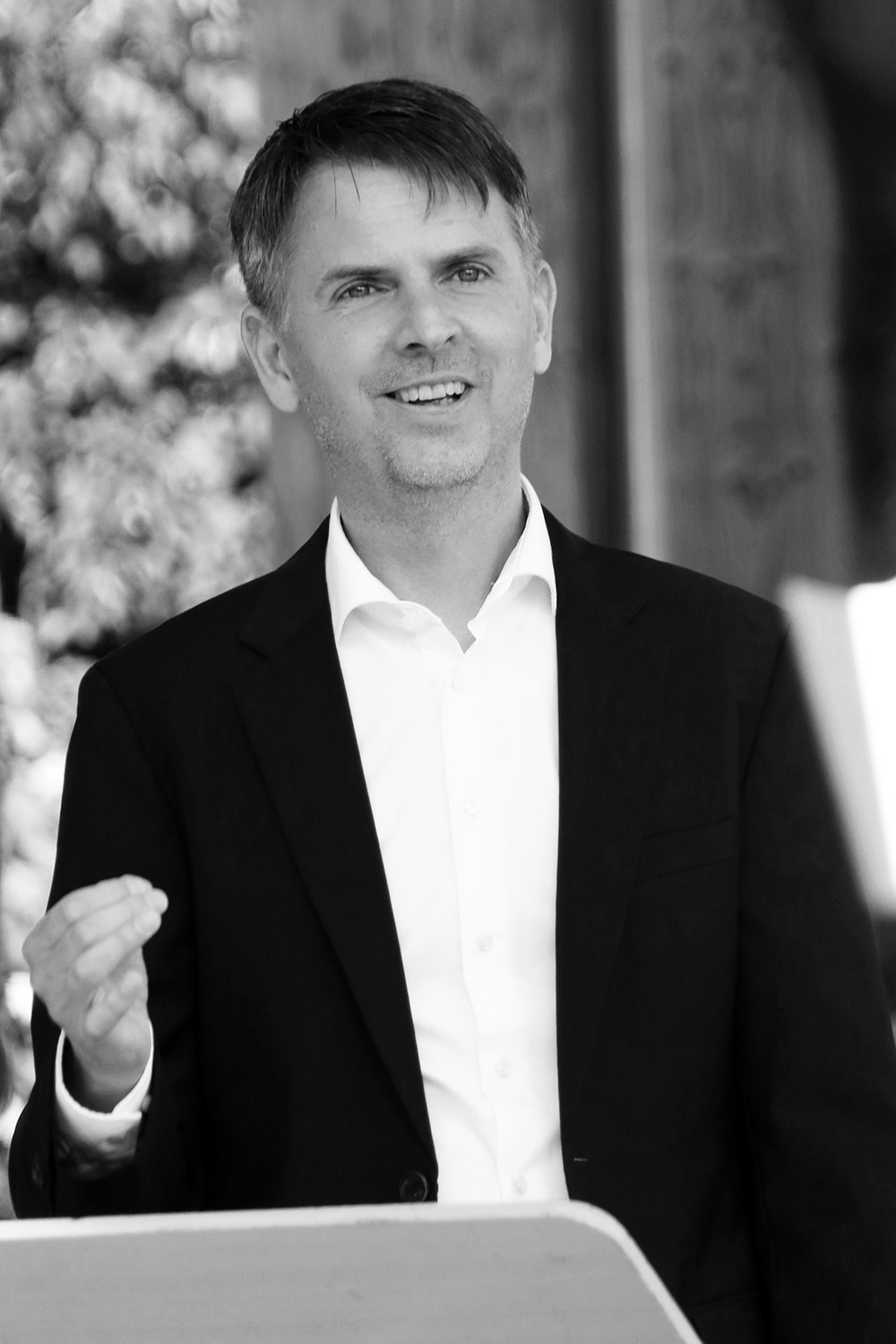
Vincent Andreas (2022)

Vincent Sebastian Andreas (* 28. April 1972 in Berlin) ist ein deutscher Komponist und Autor.

## Leben
Vincent Andreas studierte in Berlin an der Hochschule der Künste Komposition bei Friedrich Goldmann, Frank-Michael Beyer, Gösta Neuwirth und Dieter Schnebel. Zusätzlich studierte er Schulmusik und Germanistik.
Neben Kompositionen für das Ensemble Modern, das Boris-Blacher-Ensemble und den RIAS Kammerchor entstanden szenische Stücke für den Meisterkurs Junge Opernkomponisten in Rheinsberg unter Aribert Reimann und Siegfried Matthus. Als Auftragswerk schrieb er Filmmusiken in Zusammenarbeit mit dem DEFA Filmmusikorchester Babelsberg sowie Kompositionen für Konzertreihen der Unerhörten Musik und des Berliner Sängerbundes in der Berliner Philharmonie.
1992 gründete Vincent Sebastian Andreas den Kammerchor Nikolassee, mit dem er zweimal jährlich seine ungewöhnlichen Bearbeitungen von klassischen Werken oder eigene Kompositionen aufführt. Darüber hinaus dirigiert er seit einigen Jahren die Inszenierungen der Kleinen Oper am See in Überlingen u. a. Der Freischütz und Cosi fan tutte. Seit 2023 arbeitet er dabei mit dem jungen Opernregisseur Ruben Michael zusammen.
Vincent Andreas ist auch als Kinderbuchautor tätig. Nach dem Tode von Ulli Herzog, mit dem Vincent Andreas befreundet war, übernahm er dessen Rolle als Autor der Kinderhörspielserien Bibi Blocksberg und Benjamin Blümchen. Außerdem sammelte Vincent Andreas Erfahrungen als Autor von Drehbüchern und Prosatexten sowie die Libretti für seine eigenen Arbeiten.
Vincent Andreas lebt in Berlin.

## Werke (Auswahl)

### Kompositionen
- Hamlet – Eine Choroper
- Waldstein – Eine Symbiose von Beethovens Sonaten und Goethes Werther
- Dada Gaga Tamtam – Ein szenisches Oratorium
- Das Konzert – Eigenkomposition
- Das fünfte Element – Eigenkompositionen

### Kinderbücher
- Benjamin Blümchen. Auf dem Spielplatz ist was los
- Bibi Blocksberg – Verhexte Klassenfahrt!
- Bibi Blocksberg – Das verhexte Wunschhaus
- Bibi Blocksberg – Wirbel in der Sportstunde
- Englisch mit Bibi Blocksberg. Der Schatz von Blackford Castle Englisch mit Bibi Blocksberg